# Llanos de la Unión
Llanos de la Unión är en ort i Mexiko.   Den ligger i kommunen Saltillo och delstaten Coahuila, i den centrala delen av landet, 700 km norr om huvudstaden Mexico City. Llanos de la Unión ligger 1 999 meter över havet och antalet invånare är 114.
Terrängen runt Llanos de la Unión är kuperad. Runt Llanos de la Unión är det ganska tätbefolkat, med 111 invånare per kvadratkilometer. Närmaste större samhälle är Saltillo, 12,1 km öster om Llanos de la Unión. Omgivningarna runt Llanos de la Unión är i huvudsak ett öppet busklandskap.